# Eriothrix prolixa
Eriothrix prolixa är en tvåvingeart som först beskrevs av Johann Wilhelm Meigen 1824.  Eriothrix prolixa ingår i släktet Eriothrix och familjen parasitflugor. Arten är reproducerande i Sverige. Inga underarter finns listade i Catalogue of Life.